# تپه اسپی ۴۶ - K
تپه اسپی ۴۶ - K مربوط به دوران پیش از تاریخ ایران باستان است و در شهرستان کنگاور، روستای فیروز آباد واقع شده و این اثر در تاریخ ۱۰ دی ۱۳۸۱ با شمارهٔ ثبت ۶۶۲۱ به‌عنوان یکی از آثار ملی ایران به ثبت رسیده است.